# Válečný štváč
Válečný štváč je pejorativní označení pro osobu, snažící se podnítit nějakou skupinu lidí, případně celý národ, k zahájení války. 

## Vymezení pojmu
Toto označení má velice negativní vyznění a může být používáno coby součást propagandy (například Československý filmový týdeník ze začátku 50. let 20. století se osměloval takto označit tehdejší americké prezidenty Roosevelta a Trumana, v 80. letech toto označení v československé publicistice i zprávách „zdědil“ Ronald Reagan).
Válečné „štvaní“ se nepojí s případem tzv. spravedlivé války, kdy je země napadena a brání se, ale většinou naopak – vytváření a vznášení důvodů a záminek pro napadení jiné země, tedy útočnou válku, ať už z jakýchkoliv pohnutek (zábor území, podmanění obyvatel, příliv daní z nově dobytého území, přístup k přírodním zdrojům napadené země, tzv. nation building, odstranění dosavadních představitelů napadené země a instalace loutkových režimů přátelských zájmům útočící země, atd.).
Lidé označení jako váleční štváči mají působit na veřejné mínění, ve snaze vytvořit většinový názor potřeby angažovat se ve válce, ať už se jedná o zapojení se do již probíhajícího konfliktu, nebo zahájení nového. Způsoby, kterými se snaží toho dosáhnout, mohou většinou počítají s elementem strachu a bezprostředního ohrožení existence nebo pouze zájmů dané země, a podle jejich výkladu tak ospravedlňuje preemptivní napadení. Mohou mít úzké vztahy s tzv. vojensko-průmyslovým komplexem, tedy propojením armády a válečného průmyslu za účelem zisku.

### Jestřábi a holubice
Označení (válečný) „jestřáb“ je mírnější varianta, která označuje člověka (často politika), který v případě nejasné a nejednoznačné situace, zdali jeho země má či nemá jít do války, argumentuje za to, aby šla. Opakem k tomu je „holubice“, který hledá neválečné možnosti řešení, například další jednání. Obě označení mají evokovat charakter toho, jemuž byly přiřknuty – neohroženost a dravost jestřába a plachost holuba. V minulých letech byl takto označován například Dick Cheney nebo Donald Rumsfeld. V angličtině ještě existuje hovorový termín chickenhawk (česky přibližně slepice-jestřáb) pro člověka (většinou muže), který se v době svého mládí vyhnul vojenské službě, a dlouho poté, kdy je již na ni příliš starý, mluví sveřepě o válčení a motivuje, ne-li přímo nutí ostatní k tomu, aby vzali zbraň a šli do války.

## Příklady
Asi nejznámějším příkladem může být Adolf Hitler, kterému se podařilo rozpoutat druhou světovou válku. V historii je dále uveden například Maximin Isnard. Za válečného štváče byl také označován například americký prezident Ronald Reagan. Nicméně zcela exaktní definice toho, kdo již je a kdo ještě není válečný štváč, neexistuje. V Česku se tento termín rozšířil mimo jiné ve spojitosti s válkou na Ukrajině.